# Kompositwappen

Kompositwappen der Herzöge von Jülich-Kleve-Berg (vor 1543) – oben: Wappenfelder der Herzogtümer Jülich, Geldern, Kleve und Berg – unten: Wappenfelder der Grafschaften Mark, Zutphen und Ravensberg

Ein Kompositwappen ist eine Form der Wappenvereinigung, bei dem mehrere Wappen zu einem Wappenschild vereinigt werden. Es unterscheidet sich von einem Allianzwappen, bei dem einzelne Wappenschilder erhalten und sie in einem Wappen bloß zusammengestellt werden.
Ein Kompositwappen entsteht, indem der Wappenschild geteilt wird und auf den so entstehenden Feldern die jeweiligen Figuren vorher eigenständiger Wappen integriert werden. Für die Teilung gibt es verschiedene Möglichkeiten.
Durch die Integration mehrerer vorher unabhängig voneinander geführter Wappen in ein Kompositwappen wird die Vereinigung von Herrschaftsgebieten, Familien (Adelsverbindungen) und Titeln (Adelstiteln) zum Ausdruck gebracht. 